# Рождественно-Баєвське сільське поселення
Рожде́ственно-Ба́євське сільське поселення (рос. Рождественно-Баевское сельское поселение) — муніципальне утворення у складі Ічалківського району Мордовії, Росія. Адміністративний центр — село Рождествено.

## Населення
Населення — 2918 осіб (2019, 3181 у 2010, 3385 у 2002).

## Склад
До складу поселення входять такі населені пункти:
| Населений пункт   | Населення, осіб (2002) | Населення, осіб (2010) |
| ----------------- | ---------------------- | ---------------------- |
| Баєво, село       | 843                    | 769                    |
| Оброчне, селище   | 1011                   | 947                    |
| Рождествено, село | 1531                   | 1465                   |